# Ask (canción)
«Ask» —en español: «Pide»— es una canción de la banda británica The Smiths. Fue lanzada como sencillo en octubre de 1986, alcanzando el puesto 14.º en el UK Singles Chart. Como ocurre con la mayoría de los sencillos de The Smiths, no estaba incluido en un álbum original. Se puede encontrar en las compilaciones The World Won't Listen y Louder Than Bombs, así como el álbum en vivo Rank, donde es presentado como el nuevo sencillo de la banda. La portada del Reino Unido muestra a Yootha Joyce, quien protagonizó la serie de televisión del Reino Unido George y Mildred. La canción tiene a Kirsty MacColl en los coros. 
Hay dos versiones de esta canción. La versión que aparece en el sencillo y el álbum The Very Best Of The Smiths, que se desvanece un poco más temprano y la pista de voz que dura hasta el final de la canción. Los coros en esta versión también son mezclados de manera diferente y son más fuertes. La versión que aparece en todos los discos (a excepción de los enumerados anteriormente) se desvanece más tarde (aunque el final de la pista es audible, aunque en un nivel muy bajo) y cuenta con la pista vocal antes de que la decoloración comience.

## Lista de canciones

### 7": Rough Trade / RT194 (UK)
1. «Ask» (Versión del sencillo)
2. «Cemetry Gates»

### 12": Rough Trade / RTT194 (UK)
1. «Ask» (Versión del sencillo)
2. «Cemetry Gates»
3. «Golden Lights»

- También lanzado en CD Rough Trade RTT194CD

- Datos: Q3625154